# Magelona sachalinensis
Magelona sachalinensis är en ringmaskart som beskrevs av Buzhinskaja 1985. Magelona sachalinensis ingår i släktet Magelona och familjen Magelonidae. Inga underarter finns listade i Catalogue of Life.